# If You Want
If You Want es una canción del grupo inglés de música electrónica Depeche Mode compuesta por Alan Wilder, publicada en el álbum Some Great Reward de 1984. Es uno de los tres temas que el músico aportó a la banda durante su estancia y aparecieron como pistas en álbum.

## Descripción
Es una función industrial construida a base de samplers tan sólo complementada por elementos sintéticos algo más puristas, con lo cual mantuvo el sentido de experimentación sonora del álbum Some Great Reward, de hecho por la dureza de su sonido industrial resulta incluso algo parecida a People Are People del mismo álbum, de la cual la melodía principal se atribuye a Alan Wilder, mientras en lo lírico presentó algo mucho más desenfadado y cínico que las anteriores aportaciones del músico.
Conservando el tono sumamente provocativo del álbum, en éste tercer y último tema de Wilder para un álbum de DM, el perfeccionista arreglista oficial y extraoficialmente productor permanente del grupo, se desinteresó por las letras reflexivas y críticas como hiciera con sus anteriores Two Minute Warning y The Landscape is Changing del Construction Time Again, optando más por una especie de divertimento experimental rítmico cercano melódicamente al éxito People Are People, aunque como ya había sido evidente con aquellos dos anteriores temas suyos no logró concretar una composición íntegramente armónica dejando aún algunos cambios de ritmo bruscos y puentes quizás muy diferidos. Sin embargo, If You Want consiguió resaltar como una de las piezas más industriales de esa época en que capitalizaran los sonidos maquinales como una manera decisiva de influir a la música pop y a la música electrónica.
También está sentada sobre una base de sonido oscuro, casi gótico, el cual fuera una de las grandes contribuciones del músico al grupo durante su estancia, si bien ésta se disuelve en la dureza de los sonidos industriales.
Particularmente llamativa es su letra, que se impone como una llamada al hedonismo y casi al descaro, pues en la parte más profunda menciona la frase “De los ladrillos de vergüenza se construye la esperanza”, por lo demás es una invitación al libre albedrío juvenil, a “ejercer los derechos básicos” como dice la primera estrofa, aunque no concreta tanto como una crítica al régimen impuesto pues líricamente no contrapone el statu quo por el cual habrán de ejercerse los derechos o el que provoca esa vergüenza.
Así, contrario a sus dos primeros temas, If You Want es un tema más musical que lírico, con su complicada ejecución electrónica y sus movimientos cambiantes, aunque si es la más industrial de sus composiciones en álbum, en lo que también fue determinante la intervención de Gareth Jones ya como productor del grupo, pues justamente él los había motivado a nutrirse de las influencias de la música alemana, en donde surgió la corriente industrial.
Con todo, es quizás el tema de Wilder más cercano al estándar musical impuesto por Martin Gore y aún por Vince Clarke al grupo.

## En directo
La canción sólo se interpretó durante el correspondiente Some Great Tour, aunque en todas las fechas. Si bien no llegó a ser reincorporada en conciertos, como todos los temas en álbumes del grupo se encuentra bajo los derechos del nombre Depeche Mode.
- Datos: Q5908920